# Asia (album)
Asia to debiutancki album progresywno-rockowego zespołu Asia wydany w 1982. Na albumie znalazł się hit zespołu Heat of the Moment który stał się jego wizytówką.

## Lista utworów
1. „Heat of the Moment” – 3:54
2. „Only Time Will Tell” – 4:48
3. „Sole Survivor” – 4:52
4. „One Step Closer” – 4:18
5. „Time Again” – 4:47
6. „Wildest Dreams” – 5:11
7. „Without You” – 5:07
8. „Cutting It Fine” – 5:40
9. „Here Comes the Feeling” – 5:43

## Twórcy
- John Wetton – gitara basowa, keyboard, główny wokal
- Carl Palmer – perkusja
- Steve Howe – gitara, wokal
- Geoffrey Downes – keyboard, wokal
- Mike Stone – producent
- Roger Dean – projekt okładki